# Friedrich-Wilhelm-Gymnasium (Trier)
Das Friedrich-Wilhelm-Gymnasium (FWG) ist eine weiterführende Schule in der rheinland-pfälzischen Stadt Trier. Es gehört zu den ältesten Gymnasien in Deutschland.

## Geschichte
Das Gymnasium wurde im Jahr 1561 als Jesuitenschule unter dem Namen Collegium Trinitas („Dreifaltigkeitskolleg“) gegründet. Die Jesuiten waren auch Träger der alten Trierer Universität. Seit 1614 fand der Unterricht in dem Gebäude neben der Trierer Jesuitenkirche statt, das heute das Priesterseminar beherbergt. Die Jesuiten trugen die Schule bis zur Aufhebung des Jesuitenordens im Jahr 1773. Ab diesem Datum übernahm Clemens Wenzeslaus von Sachsen, der letzte Erzbischof und Kurfürst von Trier, das Gymnasium.
Nach dem Zusammenbruch des Trierer Kurstaates im ersten Koalitionskrieg wurde Trier 1794 von französischen Truppen besetzt. 1801 wurde es zur Hauptstadt des französischen Départements Sarre. Die bisher kurfürstliche Schule wurde als französische École centrale, später als Collège fortgeführt. Nach der Niederlage Napoleons I. und der Eingliederung Triers in die preußische Provinz Großherzogtum Niederrhein (ab 1822: Rheinprovinz) wurde aus dem Collège ein königlich-preußisches Gymnasium. Den offiziellen Namen Königliches Gymnasium erhielt die Schule jedoch erst 1858. Aus Anlass der Gründung des Kaiser-Wilhelm-Gymnasiums (heute Max-Planck-Gymnasium) wurde dem Königlichen Gymnasium 1896 zur besseren Unterscheidung der Name Friedrich-Wilhelms-Gymnasium (nach dem preußischen König Friedrich Wilhelm III.) gegeben.
Im Zweiten Weltkrieg wurde das historische Schulgebäude weitgehend zerstört. Der Unterricht fand daher von 1946 bis 1961 im selbst schwer beschädigten Gebäude der ehemaligen Reichsabtei St. Maximin statt. Ein Wiederbezug des alten Schulgebäudes, das sich das Gymnasium mit der Stadtbibliothek hatte teilen müssen und das durch die Lage in der Innenstadt auch nicht erweitert werden konnte, erfolgte nicht, es wurde an das Bistum Trier verkauft und für das bischöfliche Priesterseminar und dessen Bibliothek wiederaufgebaut. 1961, zum 400-jährigen Jubiläum der Schule, wurde ein Neubau an der Gabelung der Olewiger Straße und der Spitzmühle bezogen, der bis heute genutzt wird.
Zu APO-Zeiten kam es bis zu einem Anschlag mit Molotow-Cocktail aufs Sekretariat, bei dem auch das spätere Mitglied der Bewegung 2. Juni, Till Meyer, teilnahm. („Brecht dem Schwall die Gräten – alle Macht den Räten!“ lautete es seinerzeit, als Jakob Schwall, der Herausgeber der Schrift von Guido Groß: 400 Jahre Friedrich-Wilhelm-Gymnasium Trier. Paulinus-Verlag, Trier 1961, Direktor war, in großen Lettern auf dem Schulhof.) Im Jahr 2011 feierte das FWG sein 450-jähriges Bestehen mit einem großen Fest.

## Heutiges Profil der Schule
Die Schule hat einen alt- und einen neusprachlichen Zweig. Das besondere Aushängeschild der Schule ist dabei die ab dem Schuljahr 2005/2006 neu eingeführte Klasse „Latein plus“, in der die neuen Fünftklässler schon in der fünften Klasse parallel in Englisch und Latein unterrichtet werden. In der siebten und neunten Klasse dürfen dann sogar noch zusätzliche Sprachen gewählt werden. Insgesamt wird für alle Klassen neben Latein und Alt-Griechisch auch Englisch, Französisch und Italienisch angeboten.
Die Schule ist mit modernen Unterrichtsräumen, Computerarbeitsplätzen für die Schüler und einer Videokonferenzanlage ausgestattet. Es existieren auch eine Turnhalle, eine Gymnastikhalle und eine Außensportanlage. Im Schuljahr 2008/2009 fand ein Teil des Unterrichts vor allem für Schüler der Oberstufe bis zu den Osterferien 2009 in verschiedenen Räumen der ERA (Europäische Rechtsakademie) 500 Meter weiter statt. Seit Beginn des Schuljahres 2009/2010 wurde ein Teil des Unterrichts für Oberstufenschüler in das Gebäude der ehemaligen LLVA (Landes-Lehr- und Versuchs-Anstalt) Trier ausgelagert.
Die Schule nimmt an Partnerschaften und Austauschprogrammen mit Schulen in England (Wycliffe College), Frankreich, Italien, den Niederlanden, Finnland, Luxemburg, Österreich und Rio de Janeiro teil.
Die Schülerzeitung des FWGs nannte sich „Hermes“. Seit 1986 erschien dann „Der Maulwurf“, in der Folge aber mehrfach verboten und wieder erlaubt. Zwischendurch existierten auch weitere Schülerzeitungen. „Der Maulwurf“ erschien dann seit 2005 mit zwei Ausgaben im Jahr. In 2011/2012 wurde die Herausgabe eingestellt. Seit 2013/2014 erscheint die Schülerzeitung wieder als „Hermes“ mit durchschnittlich zwei Ausgaben im Schuljahr.
Von Herbst 2003 bis Sommer 2015 wurde die Schule erstmals nicht mehr von einem Altphilologen, sondern vom Physik- und Chemielehrer Harald Heim geleitet.

## Bekannte Direktoren und Lehrer

### Direktoren
- Johann Hugo Wyttenbach (1767–1848)
- Vitus Loers (1792–1862)

### Lehrer
- Franz Anton Haubs (1745–1826)
- Johann Abraham Küpper (1779–1850)
- Johannes Steininger (1794–1874)
- Thomas Simon (1794–1869)
- Nikolaus Druckenmüller (1806–1883)
- Franz Linnig (1832–1912)
- Bernhard Willems (1880–1972)
- Josef Steinhausen (1885–1959)
- Eugen Brammertz (1915–1987)
- Ferdinand Broemser (1919–2001)
- Guido Groß (1925–2010)
- Wolfgang Lentzen-Deis (* 1937)

## Ehemalige Schüler
- Philipp Christoph von Sötern (1567–1652), Kurfürst von Trier in der Zeit des Dreißigjährigen Krieges
- Lothar Zumbach von Koesfeld (1661–1727), Mathematiker, Astronom und Musiker
- Johann Nikolaus von Hontheim (1701–1790), Trierer Weihbischof und Verfasser eines papstkritischen Traktates
- Franz Anton Haubs (1745–1826), Kirchenrechtler und Hochschullehrer
- Joseph von Hommer (1760–1836), erster Bischof von Trier in der Zeit nach Napoleon
- Engelbert Schue (1772–1847), Domherr und Hochschullehrer in Trier
- Friedrich Thinnes (1790–1860), Domkapitular, Abgeordneter der Frankfurter Nationalversammlung und im Bayerischen Landtag
- Jakob Marx (1803–1876), Kirchenhistoriker, Domkapitular und Abgeordneter
- Philipp Schmitt (1833–1848), Pfarrer und Altertumsforscher
- Jacob Merten (1809–1872), römisch-katholischer Geistlicher, Theologe und Philosoph, Abitur 1828
- Ludwig Josef Bleser (1810–1878), Psychiater
- Viktor Valdenaire (1812–1881), Fabrikant, Gutsbesitzer, Abgeordneter der Preußischen Nationalversammlung und Revolutionär 1848/49, Abitur 1834
- Christian Hermann Wienenbrügge (1813–1851), Pfarrer, Religionslehrer und Dichter, Abitur 1834
- Heinrich Rosbach (1814–1879), Arzt, Biologe, Zeichner. Abitur 1832
- Georg Friedrich von Nell (1816–1857), Landrat
- Wilhelm Heinrich Kewenig (1818–1889), Landgerichtspräsident und Mitglied des Preußischen Abgeordnetenhauses, Abitur 1834
- Karl Marx (1818–1883), deutscher Philosoph, Abitur 1835
- Karl Heinrich Rumschöttel (1818–1871), deutscher Jurist und Bürgermeister von Saarbrücken-Sankt-Johann (1868–1871), Abitur 1836
- Edgar von Westphalen (1819–1890), Schwager und Freund von Karl Marx, Abitur 1835
- Ludwig Simon (1819–1872), Revolutionär 1848/49, Mitglied der Frankfurter Nationalversammlung, Abitur 1836
- Mathias Joseph Fischer (1822–1879), Trierer Stadtoriginal, kein Abschluss
- Frederick A. Schroeder (1833–1899), deutsch-amerikanischer Industrieller und Politiker, ohne Abschluss abgegangen 1848
- Franz Xaver Kraus (1840–1901), deutscher Kirchenhistoriker, Abitur 1858
- Salomon Doeblin (1864–1945), deutscher Arzt und Sanitätsoffizier
- Christoph März (1867–1931), Pfarrer und Kirchenmaler
- Antonius Mönch (1870–1935), Trierer Weihbischof jüdischer Herkunft, Abitur 1891[5]
- Friedrich Kutzbach (1873–1942), Stadtkonservator, Retter des Simeonstifts, Abitur 1891
- Karl Kutzbach (1875–1942), Professor für Maschinenbau an der TH Dresden, Abitur 1893
- Ernst Thrasolt (1878–1945), katholischer Priester, Mitbegründer der katholischen Jugendbewegung, Abitur 1899
- Ernst Isay (1880–1943), deutscher Jurist[6]
- Carl Hau (1881–1926), deutscher Jurist, Angeklagter in einem spektakulären Mordprozess
- Ludwig Kaas (1881–1952), katholischer Priester und Politiker der Zentrumspartei, Abitur 1900
- Peter Wust (1884–1940), Philosoph, Abitur 1907
- Oswald von Nell-Breuning (1890–1991), Jesuit, Sozialphilosoph, Abitur 1908
- Jakob Anton Ziegler (1893–1944), katholischer Priester, Abitur 1914, gestorben im KZ Dachau an den Folgen der Haft[7]
- Karl Christoffel (1895–1986), Abitur 1914, deutscher Historiker, Schriftsteller, Lyriker und Politiker (CDU)
- Paul Gibbert (1898–1967), CDU-Politiker und Winzerfunktionär, Abitur 1916
- Bernhard Stein (1904–1993), Bischof von Trier, Abitur 1923
- Joseph Höffner (1906–1987), Erzbischof von Köln und Vorsitzender der Deutschen Bischofskonferenz sowie Kardinal, Abitur 1926
- Matthias Zender (1907–1993), Volkskundler und Hochschullehrer
- Franz Mai (1911–1999), Intendant des Saarländischen Rundfunks, Abitur 1932, Träger des Scheffelpreises
- Klaus Barbie (1913–1991), SS-Führer und verurteilter Nazi-Kriegsverbrecher, Abitur 1934
- Willi Laschet (1920–2010), Plakatkünstler, machte wohl nicht Abitur
- Guido Groß (1925–2010), Lehrer und Heimatforscher
- Hubert Reuter (* 1927), Agrarwissenschaftler, Abitur 1947
- Eberhard Gersing (1930–2009), Biophysiker und Erfinder, Abitur 1949
- Hans-Joachim Vergau (1935–2021), Diplomat und Universitätsprofessor, Abitur 1954
- Werner Dahlheim (* 1938), Althistoriker an der Technischen Universität Berlin, Abitur 1958
- Günter Mick (* 1941), Journalist, Ressortleiter der Frankfurter Allgemeinen Zeitung, Abitur 1961
- Heinz Klaus Mertes (* 1942), Journalist und Fernsehmoderator
- Peter Krämer, römisch-katholischer Theologe und Hochschullehrer, Abitur 1961
- Christoph Grimm (* 1943), SPD-Politiker, Abitur 1963
- Winfried Weber (* 1945), Archäologe, Leiter des Bischöflichen Dom- und Diözesanmuseums in Trier
- Lutz Helmig (* 1946), Arzt und Unternehmer
- Thomas Bierschenk (* 1951), Ethnologe und Soziologe an der Johannes Gutenberg-Universität Mainz, Abitur 1970
- Bernhard Wabnitz (* 1952), Journalist und Fernsehmoderator, Abitur 1973
- Georg Ruby (* 1953), Jazzmusiker, Abitur 1974
- Michael Matheus (* 1953), Historiker und Direktor des Deutschen Historischen Instituts in Rom (DHI Rom)
- Ernst Ulrich Deuker (* 1954), Bassist von Ideal, machte wohl nicht Abitur
- Christoph Böhr (* 1954), CDU-Politiker, Abitur 1972
- Frieder Käsmann (* 1954), Fernsehjournalist und Dozent
- Stephan Weth (* 1956), Professor an der Universität des Saarlandes, Richter am Saarländischen Oberlandesgericht und am Verfassungsgerichtshof des Saarlandes, Abitur 1974
- Michael Embach (* 1956), Theologe und Germanist, Direktor der Stadtbibliothek Trier, Abitur 1975
- Michael Kleinjohann (* 1959), Professor Marketing & Communications Management an der International School of Management, Abitur 1978
- Ludwig Ring-Eifel (* 1960), Journalist, Abitur 1979
- Michael Schmidt-Salomon (* 1967), Philosoph, Abitur 1987
- Julia Malik (* 1976), Schauspielerin (u. a. Verliebt in Berlin), Abitur 1996
- Florian Rummel (* 1980), Schauspieler, Abitur 1999
- Moritz Stahl (* 1979), Gitarrist, Songwriter und Musikproduzent, Abitur 1999
- Kolja Malik (* 1990), Filmregisseur und Drehbuchautor, Abitur 2010

## FWG Jazzband
Die heutige Jazzband geht auf die 1984 von dem ehemaligen Musiklehrer Ansgar Marx gegründete Dixieland-Formation zurück. 1989 übernahm Bernhard Nink die Leitung und entwickelte sie zur Jazzband weiter. Anschließend wurde die Leitung der Jazzband von Stefanie Lamberti übernommen, die auch noch heute die Band leitet.
Heute besteht die Band aus ca. 15 Mitgliedern aller Jahrgangsstufen und spielt in verschiedenen Formationen in der Trierer Jazzszene und Umgebung. Die Arrangements orientieren sich am New-Orleans-Stil. Eine ganze Reihe davon wurde von den ehemaligen Band-Mitgliedern Simon Rummel und Johannes Nink eigens für die Band geschrieben.
Die Band setzt sich aus Klarinetten, Alt- und Tenor-Saxophonen, Trompeten, Posaunen sowie einer Rhythmusgruppe (Bass, Gitarre, Schlagzeug, Klavier) zusammen.
Inzwischen hat die FWG Jazzband drei Alben veröffentlicht („Animi Causa“, „Second Half“, „Kairos“).

## Weingut Friedrich-Wilhelm-Gymnasium
Schon 1570, kurz nach der Gründung des Collegium Trinitas, wurde die Schule von dem Trierer Erzbischof und Kurfürsten Jakob III. von Eltz zur Finanzierung ihres Betriebs mit einem großen Stiftungsvermögen ausgestattet. Dazu gehörten umfangreiche Weinanbauflächen. Die Weinberge blieben durch alle Wechselfälle der Geschichte im Besitz des Gymnasiums. Auch der Neubau des Schulgebäudes von 1961 wurde durch Erträge des Stiftungsvermögens finanziert. Im Jahr 2004 wurden die Weinberge an die Bischöflichen Weingüter in Trier verkauft. Es werden jedoch weiterhin Weine unter der Bezeichnung „Weingut Friedrich-Wilhelm-Gymnasium“ produziert und verkauft.
Die ehemaligen Weinberge des Weinguts Friedrich-Wilhelm-Gymnasium gehörten zu den Lagen Bernkasteler Badstube, Falkensteiner Hofberg, Falkensteiner Regent, Graacher Dompropst, Graacher Himmelreich, Neumagener Rosengärtchen, Mehringer Goldkupp, Oberemmeler Rosenberg, Ockfener Scharzberg, Trittenheimer Apotheke und Zeltinger Himmelreich (alle im Weinbaugebiet Mosel). Zum weit überwiegenden Teil werden Rieslingweine produziert.